# Rhinogobius linshuiensis
Rhinogobius linshuiensis es una especie de pez de la familia de los Gobiidae en el orden de los Perciformes.

## Morfología
- Número de  vértebras: 27-28.[1]

## Hábitat
Es un pez de Agua dulce y de clima tropical.

## Distribución geográfica
Se encuentran en Asia: la China.

## Observaciones
Es inofensivo para los humanos.